# 李詩妍
李詩妍（韓語：이시연，1980年7月24日—），為韓國演員。出生為男性，也曾是女裝男模特兒。原名李大鶴。
手术前，曾演出過《頭師父一體》、《色即是空》。
手术之後，返回銀光幕的第一部作品則為《色即是空2》。更在2010年發行首張單曲〈I Became A Girl〉。
2008年1月22日時在首爾清潭洞Circle俱樂部舉行記者會，這是在接受變性手術之後，首次於公開場合露面並表達了心境。

## 演出作品

### 電視劇
- 2003年：KBS《小爸爸上學去》
- 2005年：SBS《老天爺啊！給我愛》
- 2007年：KBS《京城醜聞》

### 電影
- 2001年：《頭師父一體》
- 2002年：《色即是空》
- 2007年：《色即是空2》

## 音樂作品

### 單曲
- 2010年：《I Became A Girl》